# Пайчадзе Борис Соломонович
Борис Соломонович Пайчадзе (груз. ბორის პაიჭაძე, нар. 3 лютого 1915, село Ончикеті, Російська імперія — пом. 9 жовтня 1990, Тбілісі) — грузинський радянський футболіст, нападник.

## Життєпис
Народився у родині бригадира портових вантажників. Мав брата і чотирьох сестер. З дитинства захоплювався футболом. Після закінчення морського технікуму отримав диплом механіка. Плавав на танкері «Тендра» між Одесою і Батумі. Виступав за команду судноремонтного заводу і збірну Поті.
Влітку 1935 року збірна Поті проводила турне по містах України. Саме в цей час, в Одесі, мав відбутися поєдинок між збірними України і Туреччини. Але закордонні футболісти не приїхали вчасно до «Південної Пальміри». Щоб не скасовувати матч, футбольне керівництво вдалося до хитрощів. Вони запропонували грузинській команді зіграти під прапором турецької держави. Фальсифікація розкрилася через декілька хвилин після початку поєдинку. На стадіоні було чимало мешканців Поті, які відразу впізнали своїх. Під гучні оплески та сміх з трибун, команда Пайчадзе поступилася з рахунком 2:3.
Через тиждень після повернення додому, став студентом Закавказького індустріального інституту і переїхав до Тифлісу. Того ж року команда ЗІІ здобула перше місце в чемпіонаті країни серед студентів вищих навчальних закладів. За перемогу в турнірі, кожний гравець команди, отримав від Серго Орджонікідзе по цінному подарунку — велосипеду.
Перед стартом першого клубного чемпіонату СРСР став гравцем тбіліського «Динамо». Головною мотивацією цього переходу було бажання домогтися звільнення батька, який вже два роки перебував у в'язниці. Йому обіцяли сприяти у вирішенні цього питання. Лише в 1942 році Борис Пайчадзе наважився звернутися з клопотанням особисто до Лаврентія Берії. Але, на той час, Соломон Пайчадзе помер в одному з таборів ГУЛАГу.
У весняному чемпіонаті 1936 року команда виграла турнір групи «Б» і здобула путівку до класу найсильніших. Влітку «Динамо» дійшло до фіналу національного кубка. У чвертьфіналі жереб звів з одним з лідерів радянського футболу — московським «Спартаком». У першому матчі була зафіксована нічия (3:3). Основний час додаткового поєдинку завершився з таким же результатом, а в наступні 30 хвилин гри Пайчадзе, Асламазов і Панін тричі змусили капітулювати голкіпера «Спартака». А от у вирішальній грі турніру сильнішим виявився суперник — московський «Локомотив». У фіналах кубка СРСР Борис Пайчадзе грав ще двічі, але здобути трофей так і не вдалося жодного разу. В обох випадках на заваді ставав московський «Спартак».
У першому матчі групи «А» тбіліські футболісти грали з київськими «одноклубниками». Поєдинок завершився внічию, а Борис Пайчадзе забив один з двох голів у ворота Миколи Трусевича. Дебютний сезон серед найсильніших грузинський клуб завершив на третьому місці.
Наступного сезону став найвлучнішим гравцем ліги — разом з москвичами Леонідом Румянцевим («Спартак») і Василем Смирновим («Динамо»). У двох останніх першостях СРСР довоєнної доби тбілісці здобували титули віце-чемпіонів. Після завершення футбольної кар'єри Шотою Шавгулідзе, партнери обрали його капітаном команди. З 1944 року — «Заслужений майстер спорту СРСР».
Продовжував виступи за «Динамо» і в повоєнні роки. В одному з матчів гравець «Торпедо» Микола Морозов завдав йому важкої травми. Борис Пайчадзе лікувався рік, але вже в колишню силу грати не міг. Постійно нагадувало про себе травмоване коліно. За «Динамо» виступав до 1951 року. Всього в чемпіонатах провів 208 матчів, 116 голів (з врахуванням анульованих матчів 1940 року і незавершеного турніру в 1941 році); у кубку СРСР — 40 матчів, 29 голів. Входить до списку найкращих бомбардирів радянського футболу в офіційних матчах — «Клубу Григорія Федотова» (125 голів).
Протягом двох сезонів очолював тбіліський клуб (1953—1954). 23 роки був директором тбіліського стадіону «Динамо», очолював республіканську раду дитячого футбольного клубу «Шкіряний м'яч».
Помер 9 жовтня 1990 року на 76-му році життя у місті Тбілісі. Наступного року головному стадіону столиці Грузії було присвоєно його ім'я. Почесний громадянин Тбілісі (1988).

## Досягнення
- Другий призер (2): 1939, 1940
- Третій призер (3): 1936 (о), 1946, 1950
- Фіналіст кубка (3): 1936, 1937, 1946
- Найкращий бомбардир чемпіонату (1): 1937 (8 голів)

## Статистика
| Сезон             | Команда           | Чемпіонат | Чемпіонат | Кубок | Кубок | Усього | Усього |
| Сезон             | Команда           | І         | Г         | І     | Г     | І      | Г      |
| ----------------- | ----------------- | --------- | --------- | ----- | ----- | ------ | ------ |
| 1936 (в)          | «Динамо» Тб       | 5 (Д2)    | 7 (Д2)    |       |       | 5      | 7      |
| 1936 (о)          | «Динамо» Тб       | 7         | 6         | 7     | 5     | 14     | 11     |
| 1937              | «Динамо» Тб       | 16        | 8         | 7     | 4     | 23     | 12     |
| 1938              | «Динамо» Тб       | 24        | 14        | 5     | 8     | 29     | 22     |
| 1939              | «Динамо» Тб       | 26        | 19        | 6+1   | 6     | 33     | 25     |
| 1940              | «Динамо» Тб       | 24+3      | 12+3      |       |       | 27     | 15     |
| 1941              | «Динамо» Тб       | 0+10      | 0+6       |       |       | 10     | 6      |
| 1944              | «Динамо» Тб       |           |           | 1     | 0     | 1      | 0      |
| 1945              | «Динамо» Тб       | 16        | 7         | 3     | 2     | 19     | 9      |
| 1946              | «Динамо» Тб       | 22        | 15        | 4     | 1     | 26     | 16     |
| 1947              | «Динамо» Тб       | 10        | 8         | 2     | 0     | 12     | 8      |
| 1949              | «Динамо» Тб       | 12        | 1         |       |       | 12     | 1      |
| 1950              | «Динамо» Тб       | 21        | 9         | 3     | 1     | 24     | 10     |
| 1951              | «Динамо» Тб       | 2         | 1         | 1     | 2     | 3      | 3      |
| Усього за кар'єру | Усього за кар'єру | 208       | 116       | 40    | 29    | 248    | 145    |